# Pierre Brunet
Pierre André Brunet (27. februar 1908 - 12. maj 1979) var en fransk roer, født i Lyon.
Brunet vandt som styrmand (sammen med roerne Anselme Brusa og André Giriat) bronze ved OL 1932 i Los Angeles i disciplinen toer med styrmand. Den franske båd blev i finalen besejret af USA, der vandt guld, samt af Polen, der tog sølvmedaljerne. Det var den eneste udgave af OL han deltog i.
Brunet, Giriat og Brusa vandt desuden en EM-guldmedalje i toer med styrmand ved EM 1931 i Paris.

## OL-medaljer
- 1932:  Bronze i toer med styrmand